# Dangu
Dangu és un municipi francès situat al departament de l'Eure i a la regió de Normandia. L'any 2007 tenia 576 habitants.

## Demografia

### Població
El 2007 la població de fet de Dangu era de 576 persones. Hi havia 208 famílies, de les quals 44 eren unipersonals (12 homes vivint sols i 32 dones vivint soles), 52 parelles sense fills, 92 parelles amb fills i 20 famílies monoparentals amb fills.
La població ha evolucionat segons el següent gràfic:
Habitants censats

### Habitatges
El 2007 hi havia 256 habitatges, 216 eren l'habitatge principal de la família, 17 eren segones residències i 23 estaven desocupats. 246 eren cases i 10 eren apartaments. Dels 216 habitatges principals, 181 estaven ocupats pels seus propietaris, 27 estaven llogats i ocupats pels llogaters i 8 estaven cedits a títol gratuït; 8 tenien dues cambres, 37 en tenien tres, 63 en tenien quatre i 108 en tenien cinc o més. 131 habitatges disposaven pel capbaix d'una plaça de pàrquing. A 93 habitatges hi havia un automòbil i a 105 n'hi havia dos o més.

### Piràmide de població
La piràmide de població per edats i sexe el 2009 era:
| Homes | Edats   | Dones |
| ----- | ------- | ----- |
| 0     | 95 o +  | 0     |
| 4     | 90 a 94 | 8     |
| 0     | 85 a 89 | 0     |
| 4     | 80 a 84 | 4     |
| 8     | 75 a 79 | 12    |
| 8     | 70 a 74 | 8     |
| 8     | 65 a 69 | 20    |
| 32    | 60 a 64 | 4     |
| 24    | 55 a 59 | 20    |
| 8     | 50 a 54 | 20    |
| 12    | 45 a 49 | 16    |
| 56    | 40 a 44 | 44    |
| 24    | 35 a 39 | 24    |
| 8     | 30 a 34 | 20    |
| 16    | 25 a 29 | 0     |
| 4     | 20 a 24 | 8     |
| 24    | 15 a 19 | 32    |
| 36    | 10 a 14 | 16    |
| 32    | 5 a 9   | 12    |
| 12    | 0 a 4   | 4     |

## Economia
El 2007 la població en edat de treballar era de 372 persones, 275 eren actives i 97 eren inactives. De les 275 persones actives 249 estaven ocupades (138 homes i 111 dones) i 26 estaven aturades (9 homes i 17 dones). De les 97 persones inactives 31 estaven jubilades, 39 estaven estudiant i 27 estaven classificades com a «altres inactius».

### Ingressos
El 2009 a Dangu hi havia 227 unitats fiscals que integraven 606,5 persones, la mediana anual d'ingressos fiscals per persona era de 19.884 €.

### Activitats econòmiques
Dels 25 establiments que hi havia el 2007, 2 eren d'empreses alimentàries, 3 d'empreses de fabricació d'altres productes industrials, 6 d'empreses de construcció, 2 d'empreses de comerç i reparació d'automòbils, 2 d'empreses de transport, 2 d'empreses d'hostatgeria i restauració, 3 d'empreses immobiliàries, 4 d'empreses de serveis i 1 d'una empresa classificada com a «altres activitats de serveis».
Dels 6 establiments de servei als particulars que hi havia el 2009, 1 era una oficina de correu, 1 paleta, 1 guixaire pintor i 3 lampisteries.
Dels 2 establiments comercials que hi havia el 2009, 1 era una botiga de menys de 120 m² i 1 una fleca.
L'any 2000 a Dangu hi havia 5 explotacions agrícoles.

## Equipaments sanitaris i escolars
El 2009 hi havia una escola elemental.

## Poblacions més properes
El següent diagrama mostra les poblacions més properes.